# Subprefettura di Parelheiros
La Subprefettura di Parelheiros è una subprefettura (subprefeitura) della zona meridionale della città di San Paolo in Brasile, situata nella zona amministrativa Sud.

## Distretti
- Parelheiros
- Marsilac